# Szrebarna bioszféra-rezervátum
A szrebarnai bioszféra-rezervátum 1983-ban került fel az UNESCO világörökségi helyszínei közé, majd 1992-ben az édesvízi madárpopuláció fokozódó pusztulása miatt felvették a veszélyeztetett helyszínek listájára. Bulgária északi részén, a Duna-melléken több mint 600 hektáron elhelyezkedő édesvízi tó és élőhely, ahol több mint száz madárélőhelyre érkeznek veszélyeztetett és ritka madarak, akik itt rakják le fészküket.  Az ideérkező többi madárnak több mint 80 madárfészek nyújt menedéket.

## Külső hivatkozások
- A rezervátum az UNESCO honlapján
- Srebarna látnivalói